# Don Opel Arboretum
El Arboreto Don Opel en inglés : Don Opel Arboretum también conocido como Don Opel Regional Arboretum , es un arboreto y jardín botánico que se encuentra en los 140 acres (0.57 km²) del campus del Highland Community College en Freeport, Illinois.

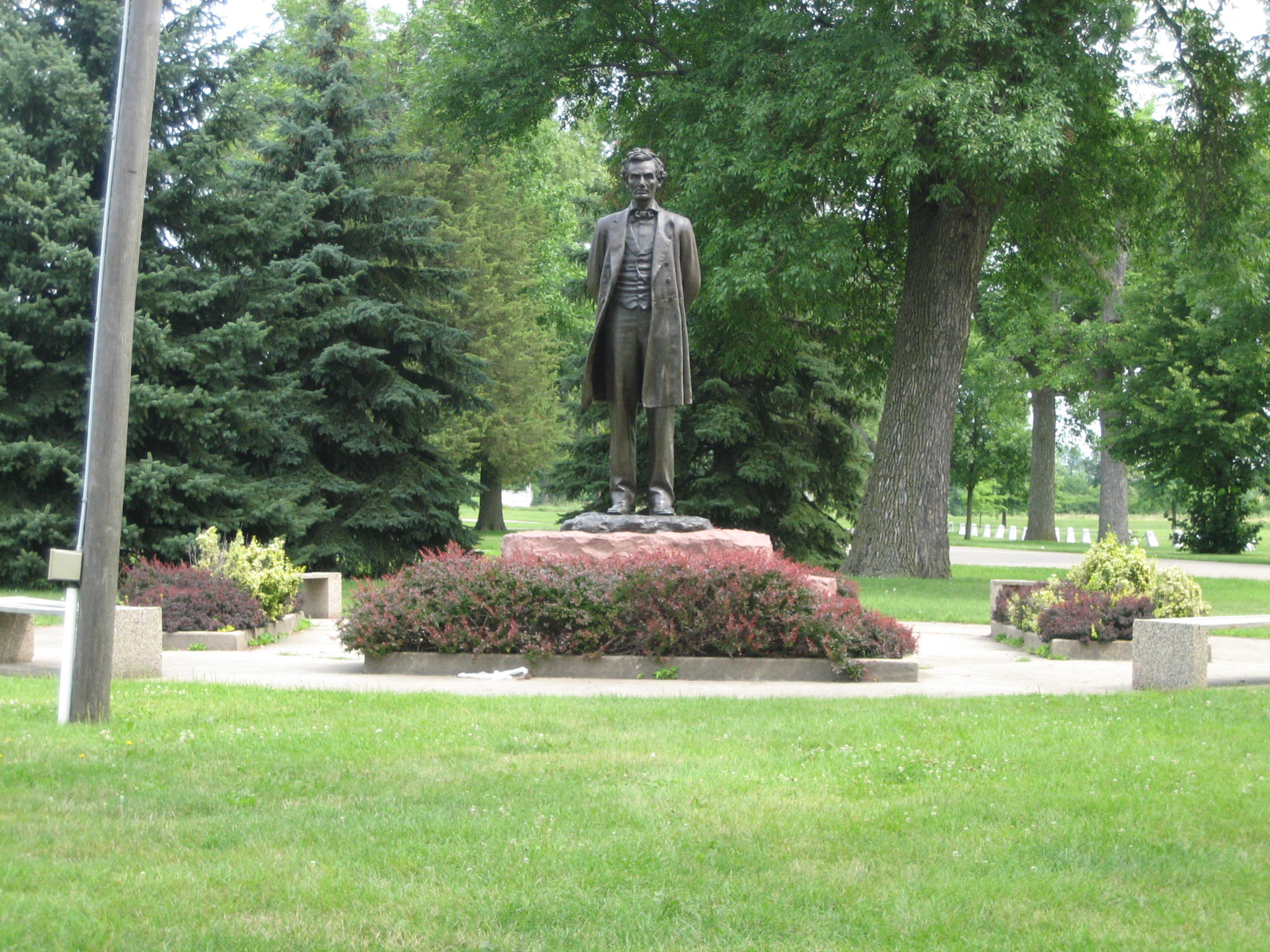
"Lincoln the Debater" es una escultura de bronce obra de Leonard Crunelle y dedicada el 27 de agosto de 1929 por el aniversario del debate Lincoln-Douglas en Freeport, Illinois

## Localización
Don Opel Arboretum Highland Community College, 2998 West Pearl City Road, Freeport, Stephenson county, Illinois IL 61032 United States of America-Estados Unidos de América.
Planos y vistas satelitales.42°17′31″N 89°37′49″O / 42.29194, -89.63028
El arboreto está generalmente abierto al público todos los días del año.

## Historia
La idea de un arboreto fue concebido en noviembre de 1975, y la intención de la « HCC Foundation » era la de proporcionar una atmósfera del campus estéticamente agradable para los estudiantes y visitantes, así como proporcionar un aula al aire libre para el estudio del medio natural.
La campaña “Plant a Tree for HCC” tuvo un gran éxito y en 1985 se habían plantado más de 4.500 plantas, árboles, arbustos y plantas cubresuelos.
En mayo de 1984, el arboreto fue oficialmente nombrado en honor de Don Opel, el primer director ejecutivo de la Fundación HCC, que había sido instrumento fundamental en el establecimiento del arboreto.
Actualmente tiene más de 200 hectáreas aproximadamente albergando a más de 200 variedades de árboles y arbustos y más de 150 variedades de plantaciones perennes. Esto es realmente una colección increíble para un pequeño campus universitario de la comunidad - uno de los campus más atractivos en el estado.

## Colecciones
El arboreto alberga a más de 3,000 especies y cultivares entre árboles, arbustos y plantas cubresuelos.
Entre los árboles se encuentra el árbol Katsura (Cercidiphyllum), ciprés calvo (Taxodium distichum), castaño americano (Castanea dentata), castaño de indias (Aesculus parviflora),  Aesculus glabra, Magnolia acuminata, y árbol del café de Kentucky Gymnocladus dioicus.